# Сант'Ана (Сондрио)
Сант'Ана је насеље у Италији у округу Сондрио, региону Ломбардија.
Према процени из 2011. у насељу је живело 1076 становника. Насеље се налази на надморској висини од 2085 м.